# Mark Randall
Mark Leonard Randall (Milton Keynes, 28 september 1989) is een Engelse voetballer, die op dit moment speelt voor Arsenal. Hij speelt meestal als centrale middenvelder, maar soms ook aan de zijkant. In het seizoen 2007/08 was hij de enige speler in het tweede elftal van Arsenal, die alle wedstrijden in de beloftencompetitie van dat seizoen speelde.
In juli 2006 speelde hij mee in de afscheidswedstrijd van Dennis Bergkamp tegen Ajax.
Op 24 oktober 2006 maakte Randall zijn debuut in een officiële wedstrijd. Arsenal speelde die dag tegen West Bromwich Albion voor de Carling Cup en Randall mocht invallen voor Denílson. De rest van dat toernooi zat hij ook bij de selectie. In de vierde ronde, tegen Everton viel hij opnieuw in voor Denílson en in de kwartfinale bleef hij de hele wedstrijd op de bank tegen Liverpool.
Op 8 februari 2007 tekende Randall zijn eerste profcontract.
Ook in het seizoen 2007/08 mocht Randall meedoen in de Carling Cup. In de kwartfinale tegen Blackburn Rovers had hij zijn eerste basisplaats en in de halve finale tegen Tottenham Hotspur mocht hij in de laatste minuut invallen.
Op 31 januari 2008 werd Randall uitgeleend aan Burnley om ervaring op te doen. Op 4 mei keerde hij terug naar Arsenal, nadat hij 10 wedstrijden in het Championship had gespeeld, waarvan 2 in de basis. Een week later, op 11 mei 2008, maakte hij zijn debuut in de Premier League. Tijdens de laatste wedstrijd van het seizoen, tegen Sunderland, mocht Randall in de 81e minuut invallen. Een aantal minuten later maakte hij meteen een goal, maar deze werd afgekeurd.
In de voorbereiding op het seizoen 2008/09 speelde hij mee in veel oefenwedstrijden. Tijdens de wedstrijd tegen FC Twente, in de voorronde van de Champions League, maakte Randall zijn Europese debuut.
In 2010 werd hij tijdens de terugronde verhuurd aan Milton Keynes Dons.

## Referentie
1. ↑  Randall signs professional terms with Arsenal